# 朝からヨイショ!
『朝からヨイショ!』（あさからヨイショ）は、テレビ山口で土曜朝に放送されていた15分間の情報番組。実質、『ちぐまや本舗』の前番組となる。民放番組としては珍しいCM抜き番組であった。
この番組は生活情報やお買い得情報などを伝えていた。ニュースと天気予報に関しては取り扱わず、『ニュースな関係 よこチャンネル』（1998年ごろ開始）でカバーしていた。
司会は一貫してスペース佐藤が担当した。番組の終了後、スペース佐藤は土曜深夜の『さとらぼ』に出演。